# Odontepyris ecarinatus
Odontepyris ecarinatus (лат. ) — вид ос-бетилид рода Odontepyris (Bethylidae, Hymenoptera).

## Распространение
Китай.

## Описание
Мелкие осы-бетилиды чёрного цвета (жвалы, усики и ноги жёлтые), блестящие. Длина тела самок 4,46—5,30 мм, переднее крыло 2,87—3,33 мм. Отличаются следующими признаками: голова самок по ширине равна своей длине, вершина прямая; срединный клипеальный киль не выходит за переднюю воображаемую линию глаз; затылочный киль отсутствует; латеральный край переднеспинки не окаймлен; метапостнотальный срединный киль отсутствует.  Клипеус с крупной срединной долей субтреугольной формы. Максиллярные щупики 5-члениковые, лабиальные щупики состоят из 3 сегментов (фомула щупиков 5,3). Предположительно, как и близкие виды, паразитоиды гусениц бабочек. Вид был впервые описан в 2021 году китайскими энтомологами Chung-hong Wang, Jun-hua He и Xue-xin Chen (China Institute of Insect Sciences, College of Agriculture and Biotechnology, Чжэцзянский университет, Ханчжоу, Китай)